# 크라쿠프 바르바칸

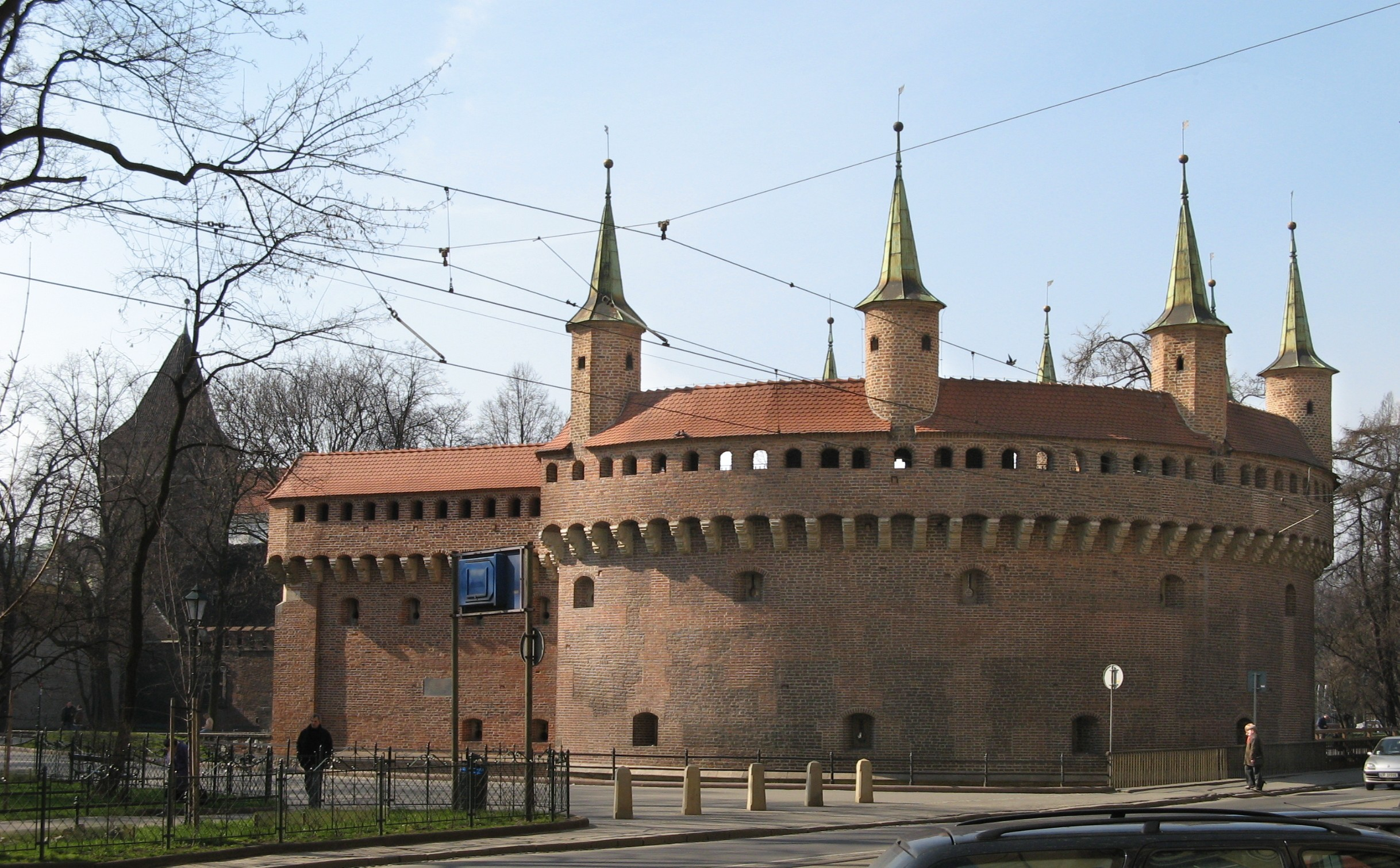
크라쿠프 바르바칸

크라쿠프 바르바칸(폴란드어: Barbakan w Krakowie)은 폴란드 마워폴스카주 크라쿠프에 있는 옹성이다. 크라쿠프 구시가지로 이어지는 역사적인 관문이다. 바르바칸은 한때 폴란드 남부의 왕도인 크라쿠프를 둘러싼 복잡한 요새와 방어 장벽의 몇 안 되는 남은 유물 중 하나다. 현재는 관광 명소이자 다양한 전시회 장소로 사용되고 있다.
현재 바르바칸은 크라쿠프 역사 박물관의 관할 하에 있다. 관광객은 크라쿠프의 요새의 역사적 발전을 개략적으로 보여주는 전시물이 있는 내부를 둘러볼 수 있다.